# آن بيني
آن بيني (بالإنجليزية: Anne Penny)‏ (6 يناير 1729، بانغور في المملكة المتحدة - 17 مارس 1784 في المملكة المتحدة)؛ كاتِبة وشاعرة ويلزية.